# Володимир Єфремов
Єфремов Володимир (1952 — 14 липня 2003, Дніпропетровськ) — український журналіст, представник організації «Репортери без кордонів», колишній редактор газети «Собор» (м. Дніпропетровськ). Загинув у ДТП.

## Життєпис
В роки «перебудови» був обраний депутатом Дніпропетровська обласна рада.

### Обставини смерті
14 липня 2003 р. — загинув в результаті ДТП (зіткнення з вантажним автомобілем «МАЗ», що належав Кременчуцькому заводу дорожних машин) біля Верхньодніпровськ на межі Дніпропетровська область та Кіровоградська область. За іншими даними, аварія трапилася за півтора кілометри до селища Мишурін Ріг на трасі Бориспіль — Запоріжжя. Обгоріле тіло було знайдене на цьому місці близько 10 30. Увечері тіло опізнано та підтверджено дочкою. Розслідування вів слідчий Верхньодніпровського РВ УМВС у Дніпропетровській області Андрій Зінчук.
Журналіст мав конфлікт з впливовими людьми, тому слідство не виключало причину загибелі — замовне вбивство.
За свідченнями дочки:
Останнім часом були якісь дивні дзвінки, батько дуже сильно переживав. Близько місяця тому до нього приїжджали слідчі з Америки у справі Павла Лазаренка. Був допит, і він дав свою згоду їхати свідком у цій справі в США. Крім того, наближалося до кінця серйозна справа, яку він повинен був виграти — справа проти Дніпропетровської обласної ради. Напередодні батькові подзвонили з посольства Франції в Україні та запросили до Києва на урочистості з нагоди національного свята Франції. Розмова якось дивно перервався, і телефон взагалі перестав працювати.

## Журналістська діяльність
Головний редактор газета «Собор» Дніпропетровська обласна рада. Директор 11-го телеканалу. Редактор інформаційного агентства «Собор», газета «Дніпропетровськ».
Останні роки займався моніторингом порушень свободи слова у Дніпропетровська область, активно співпрацював з Комітетом Верховної ради України по питанням свободи слова та інформації, міжнародними правозахисними організаціями.

2000—2003 рр. — кореспондент Інститут масової інформації (ІМІ). За місяць до загибелі дав покази американським слідчим, які приїздили у Київ, по справі колишнього голови Дніпропетровська обласна державна адміністрація Павло Лазаренко. 
5 жовтня 2001 р. газета «Голос України» В. Єфремов:"Впервые за тридцать лет журналистского стажа пишу потому, что боюсь. Боюсь глупой смерти. Но еще больше боюсь, что ее потом спишут на случайную «встречу с наркоманами», банальное «убийство с целью ограбления» или очередную «трагическую автокатастрофу»
14 липня 2003 р. їхав на своєму автомобілі «КІА-Кларус» у Київ по запрошенню на урочистості на честь національне свято Франція — День взяття Бастилії.